# Vic Damone
Vic Damone, nome d'arte di Vito Rocco Farinola (Brooklyn, 12 giugno 1928 – Miami Beach, 11 febbraio 2018), è stato un cantante statunitense.

## Biografia

### Primi anni
Damone è nato nel sobborgo di Brooklyn (New York) da due immigrati italiani, Rocco Farinola e Mary Damone. Suo padre era un elettricista e sua madre insegnava pianoforte. Stregato dal suo cantante preferito, Frank Sinatra, Damone iniziò a prendere lezioni di canto. Quando suo padre subì un grave infortunio lavorativo, Damone dovette lasciare la scuola superiore.
Si impiegò quindi prima come maschera e poi come operatore di ascensori al Paramount Theater, a Manhattan. Lì incontrò Perry Como, il quale gli chiese di cantare per lui nel suo camerino. Impressionato dalla sua voce, Como ne parlò con l'impresario teatrale. A quel punto Farinola decise di cambiare il suo nome assumendo il nome d'arte di Vic Damone, utilizzando il cognome della madre.

### Carriera
Damone partecipò alla trasmissione per nuovi talenti Arthur Godfrey's Talent Scouts e la vinse nell'aprile del 1947. Ciò gli consentì di partecipare regolarmente al Godfrey's Show. Nello studio di registrazione incontrò Milton Berle che gli procurò la scrittura per due night club. Nel 1947, Damone firmò un contratto con la Mercury Records.
Il suo primo album I Have But One Heart, raggiunse il settimo posto della classifica del Billboard. You Do (immesso in commercio in novembre) raggiunse lo stesso livello di classifica del precedente. Seguirono numerosi altri successi e nel 1948 ebbe un suo show settimanale alla radio, Saturday Night Serenade.
Nel 1951 Damone apparve in due film, La donna del gangster e Ricca, giovane e bella. Dal 1951 al 1953 prestò servizio militare nell'esercito statunitense, ma prima di andare sotto le armi incise alcune canzoni che vennero messe in commercio durante il periodo del suo servizio militare. Egli fu commilitone di Al Evans e di Johnny Cash. Congedatosi dall'esercito, sposò l'attrice italiana Anna Maria Pierangeli, e nel 1954 interpretò altri due film, Così parla il cuore e Athena e le 7 sorelle. Fece anche delle apparizioni, come ospite d'onore, nello show televisivo di Milton Berle nel 1954. Partecipò nelle vesti di Stan Skylar all'episodio intitolato Piano Man, della CBS, nella serie The DuPont Show with June Allyson (1960).
Nel 1955 Damone riuscì a portare una sola canzone in classifica, Por Favor, che raggiunse soltanto il 73º posto. Comunque ebbe il ruolo di protagonista nel film musicale Uno straniero tra gli angeli. Nei primi mesi del 1956, perso il contratto con la Mercury, riuscì a stipularne un altro con la Columbia Records ed ebbe alcuni successi come On the Street Where You Live (da My Fair Lady) e An Affair to Remember (dal film Un amore splendido).
Nel 1961 lasciò la Columbia per andare alla Capitol Records, andando a coprire il vuoto lasciato da Frank Sinatra, passato alla Reprise Records. Lasciò la Capitol nel 1965 realizzando con questa etichetta alcuni dei suoi album più importanti compresi due che raggiunsero il Billboard, Linger Awhile with Vic Damone e The Lively Ones, quest'ultimo con arrangiamenti di Billy May, che arrangiò anche Strange Enchantment.
Damone passò poi alla Warner Bros. Records dove ottenne un posto in classifica con You Were Only Fooling (While I Was Falling In Love). L'anno successivo tornò alla RCA Records, ma nel 1969 ottenne il suo ultimo posto in classifica con una cover del 1966, To Make A Big Man Cry.

### Fine carriera
Nel 1971, Damone iniziò una tournée presso i casinò di Las Vegas, e nonostante avesse dovuto dichiarare bancarotta agli inizi del 1970, guadagnò abbastanza per far fronte ai suoi debiti. Estese quindi il suo tour a tutto il territorio degli Stati Uniti ed anche al Regno Unito, ed a seguito del successo ottenuto decise di registrare altri album, che realizzò con la RCA.
Il suo ultimo album vide la luce nel 1997, oltre ad altri che vennero rieditati.

### Vita privata
Damone si sposò cinque volte e divorziò quattro: 
- la sua prima moglie fu l'attrice italiana Anna Maria Pierangeli (Pier Angeli) (1954-1958), dalla quale ebbe un figlio
- la seconda fu Judith Rawlins (1963-1971), dalla quale ebbe tre figlie
- la terza fu Becky Ann Jones (1974-1982), showgirl
- la quarta fu Diahann Carroll (1987-1996)
- la quinta fu Rena Rowan (1998-2016[2]), disegnatrice di moda.

Alla fine degli anni cinquanta, Damone venne avvicinato alla religione Bahá'í da un percussionista del suo gruppo musicale e vi entrò ufficialmente nei primi anni sessanta.

## Canzoni
Le seguenti canzoni, cantate da Damone, raggiunsero la classifica Billboard:
- An Affair to Remember (#16) (1957)
- Again (#6) (1949) (il miglior hit di Doris Day, ma anche un disco d'oro per Damone)
- April in Portugal (#10) (1953)
- Calla Calla (#13) (1951)
- Can Anyone Explain? (No! No! No!) (#25) (1950) (miglior successo per i The Ames Brothers)
- Cincinnati Dancing Pig (#11) (1950)
- Do I Love You (Because You're Beautiful) (#62) (1957)
- Ebb Tide (#10) (1953)
- Eternally (The Song From Limelight) (#12) (1953)
- Four Winds and Seven Seas (#16) (1949)
- Gigi (#88) (1958)
- God's Country (#27) (1950)
- Here in My Heart (#8) (1952) (miglior successo per Al Martino)
- If (#28) (1951) (miglior successo per Perry Como)
- I Have But One Heart (#7) (1947)
- It's Magic (#24) (1948) (miglior successo per Doris Day)
- Jump Through the Ring (#22) (1952)
- Just Say I Love Her (#13) (1950)
- Longing for You (#12) (1951)
- Music By the Angels (#18) (1950)
- My Bolero (#10) (1949)
- My Heart Cries for You (#4) (1950) (miglior successo per Guy Mitchell)
- My Truly, Truly Fair (#4) (1951) (miglior successo per Guy Mitchell)
- On the Street Where You Live (#4) (1956)
- Por Favor (#73) (1955)
- Rosanne (#23) (1952)
- Say Something Sweet to Your Sweetheart (#23) (1948) (duetto con Patti Page)
- Sugar (#13) (1953)
- Sitting By the Window (#29) (1950)
- Take My Heart (#30) (1952)
- Tell Me You Love Me (#21) (1951)
- Tomorrow Never Comes 1952
- Tzena, Tzena, Tzena (#7) (1950) (miglior successo per The Weavers)
- Vagabond Shoes (#17) (1950)
- War and Peace (#59) (1956)
- Why Was I Born? (#20) (1949)
- Wonder Why (#21) (1951)
- You Do (#7) (1947)
- You're Breaking My Heart (#1) per 4 settimane nella Billboard Hot 100 (1949) (secondo disco d'oro per Damone e suo miglior successo)
- You Were Only Fooling (While I Was Falling in Love) (#30) (1965)

## Filmografia

### Cinema
- Ricca, giovane e bella (Rich, Young and Pretty), regia di Norman Taurog (1951)
- La donna del gangster (The Strip), regia di László Kardos (1951)
- Mizar, regia di Francesco De Robertis (1954)
- Athena e le 7 sorelle (Athena), regia di Richard Thorpe (1954)
- Così parla il cuore (Deep in My Heart), regia di Stanley Donen (1954)
- Tutti in coperta (Hit the Deck), regia di Roy Rowland (1955)
- Uno straniero tra gli angeli (Kismet), regia di Vincente Minnelli (1955)
- Donne... dadi... denaro! (Meet Me in Las Vegas), regia di Roy Rowland (1956)
- All'inferno per l'eternità (Hell to Eternity), regia di Phil Karlson (1960)
- Folli notti a Las Vegas (Spree), regia di Mitchell Leisen - documentario (1967)

### Televisione
- The Alcoa Hour – serie TV, episodio 2x07 (1956)
- L'uomo ombra (The Thin Man) – serie TV, episodio 1x17 (1958)
- June Allyson Show (The DuPont Show with June Allyson) – serie TV, episodio 1x23 (1960)
- The Rebel – serie TV, 1 episodio (1961)
- The Dick Van Dyke Show – serie TV, 1 episodio (1962)
- The Red Skelton Show – serie TV, 1 episodio (1964)
- The Dangerous Christmas of Red Riding Hood – film TV (1965)
- Codice Gerico (Jericho) – serie TV, episodi 1x09-1x10 (1966)
- The Danny Thomas Hour – serie TV, episodio 1x04 (1967)
- Nel tunnel dei misteri con Nancy Drew e gli Hardy Boys (The Hardy Boys/Nancy Drew Mysteries) – serie TV, 1 episodio (1978)